# Марьяновка (Омская область)
Марья́новка —рабочий посёлок, административный центр Марьяновского района Омской области России.
Население — 8570 человек (2025).

## Географическое положение
Посёлок городского типа Марьяновка находится на юге Западной Сибири, в 47 км к западу от Омска.

## История
С 25 августа (6 сентября) 1894 года это была крохотная станция на Транссибирской железнодорожной магистрали, получившая название Мариановка (станция так и зовётся по сей день).
Станция начала разрастаться, и пристанционный посёлок стал называться Ново-Тимофеевкой. В начале XX века в поселке появились скотобойня, маслобойня, кирпичный завод. В 1910 году открывается школа третьей ступени. Вблизи Марьяновки весной 1918 года возникает первая в Омском Прииртышье коммуна «Курземе». Эта коммуна была организована переселенцами из Латвии. В годы революции коммуна была перестроена в колхоз с названием «Большевистский путь». А после стала частью госплемзавода «Марьяновский». В конце мая — начале июня 1918 года здесь проходили бои между омскими красногвардейцами и белочехами. Станция Марьяновка почти две недели была ареной кровавых событий.
В 1930 году здесь на основе поместья хуторянина Тимофея Калмыкова появился колхоз «Память Марьяновского боя». В 1930-е годы в Марьяновке появилась средняя школа, куда ученики приезжали со всех концов района. До 1935 года посёлок Марьяновка был типичным пристанционным поселком, который территориально входил в Омский округ. Недолгое время он являлся волостным центром, однако потерял этот статус с ликвидацией волостного деления.
В 1935 году выходит первый экземпляр районной газеты «Путь Сталина» (сегодня газета «Авангард»). В конце 1930-х — начале 1940-х годов здесь возвели деревянные здания районной больницы. Впоследствии сделанных дополнительных пристроек появился больничный комплекс. В наши дни сохранилось название улицы — Больничная. В районном центре строится мощный элеватор. Создаётся Марьяновская и Курганская машинно-тракторные станции. Уже к 1946 году Марьяновский маслозавод выпускал широкий ассортимент молочных продуктов. Выпускали продукцию Марьяновский промкомбинат и кирпичный завод.
В годы Великой Отечественной войны сотни марьяновцев (как и многие в стране), часто добровольцами, ушли на фронт. В военное время Марьяновка оказывала активную помощь войскам. Здесь всю войну готовили военных лётчиков. На военный лад переводится Марьяновский промкомбинат, поставляющий фронту лыжи, пароконные фургоны, сани-площадки, валяную обувь. Местные железнодорожники в обстановке все нарастающей интенсивности движения обеспечивали «зелёную улицу» воинским эшелонам и грузам. Марьяновцами были переданы крупные взносы на строительство бронепоезда «МОПР» и танковой колонны «Омский комсомолец», в том числе и на строительство танка «Малютка».
В 1958 году по указу Президиума Верховного Совета РСФСР колхоз Марьяновка был преобразован в рабочий посёлок. Уже в то время ставший административным и культурным центром района. Но чтобы в корне изменить социальную инфраструктуру райцентра потребовались десятилетия. Строились взамен изб из самана и землянок жилые дома, которые соответствовали современным требованиям.
В 1974 году здесь действовали комбикормовый завод, маслодельный завод и мельница.
В декабре 2001 года в райцентре был открыт новый железнодорожный вокзал. 

## Экономика
Крупные предприятия ОАО «Марьяновский комбинат хлебопродуктов»

## Транспорт
Железнодорожная станция.

## Население
| 1939  | 1959  | 1970  | 1979  | 1989  | 2002  | 2009  |
| ----- | ----- | ----- | ----- | ----- | ----- | ----- |
| 3427  | ↗5902 | ↗5986 | ↗7016 | ↗8617 | ↘8403 | ↘7791 |
| 2010  | 2011  | 2012  | 2013  | 2014  | 2015  | 2016  |
| ↗8630 | ↘8625 | ↘8563 | ↘8479 | ↘8452 | ↗8640 | ↗8666 |
| 2017  | 2018  | 2019  | 2020  | 2021  | 2023  | 2025  |
| ↗8720 | ↘8627 | ↘8536 | ↘8480 | ↗8515 | ↗8575 | ↘8570 |

## Достопримечательности
- Памятный камень в память о боях Гражданской войны, установленный в краеведческом музее.
- Памятник Борцам революции над братской могилой павших в боях.
- Краеведческий музей.
- Редут,,Дубровный,,на берегу озера Жёлтое,Горько-соленная укрепленная линия построен в 50-х годах 18века